# Wapen van Pingjum

Wapen van Pingjum

Het wapen van Pingjum is het dorpswapen van het Nederlandse dorp Pingjum, in de Friese gemeente Súdwest-Fryslân. Het wapen werd in 1969 geregistreerd.

## Beschrijving
De blazoenering van het wapen in het Fries luidt als volgt:
Yn blau mei in gouden skyldseame in leelje fan itselde.
De Nederlandse vertaling luidt als volgt: 
In blauw met een gouden schildzoom een lelie van hetzelfde.
De heraldische kleuren zijn: azuur (blauw) en goud (goud).

## Symboliek
- Schildzoom: verwijzing naar de Pingjumer Gulden Halsband, een ringdijk rond het dorp.[3]
- Fleur de lis: afkomstig van het wapen van het geslacht Hiddema dat een stins bij het dorp bewoonde.[2]

## Zie ook

Vlag van Pingjum